# Phyllocycla titschacki
Phyllocycla titschacki är en trollsländeart som först beskrevs av Schmidt 1942.  Phyllocycla titschacki ingår i släktet Phyllocycla och familjen flodtrollsländor. Inga underarter finns listade i Catalogue of Life.